# Elymnias taenarides
Elymnias taenarides är en fjärilsart som beskrevs av Hans Fruhstorfer 1914. Elymnias taenarides ingår i släktet Elymnias och familjen praktfjärilar. Inga underarter finns listade i Catalogue of Life.